# 남포역 (부산)
남포역(Nampo station, 南浦驛)은 부산광역시 중구 남포동과 중앙동과 동광동에 걸쳐 있는 부산 도시철도 1호선의 전철역으로 남포동 지하상가를 통해 자갈치역과 연결된다.

## 역사
- 1988년 5월 19일 : 남포동역으로 영업 개시
- 2010년 2월 24일 : 남포역으로 역명 변경
- 2018년 5월 21일 : 부역명 해동병원 추가

## 개요
영도구와 가장 가까이 인접하고 있는 도시철도 역이며, 주변에 용두산공원, 부산타워, 자갈치시장, 영도대교, 부산롯데타운, 롯데백화점 광복점이 있다. 이 역은 2010년 2월 24일까지 남포동역이라는 역명으로 운영하였다.

## 특징
대한민국에서 바다와 가장 가깝게 위치해 있고, 일본 땅에서 가장 가까운 도시철도역이다. 특히 영도구와 가장 가까이 인접하고 있어서 영도구 쪽으로 가는 시내버스 환승 수요로 인해 이용률이 제법 높다. 부역명으로 영도구 입구 쪽에 있는 해동병원이 부기되어있으나, 실제로 해동병원과는 1.3km 떨어져 있어 접근성이 매우 떨어진다. 다만 이 역에서 해동병원으로 가는 시내버스 노선은 많이 있다. 한국해양대학교, 고신대학교의 학생들도 통학을 위해 이 역을 많이 이용한다.

## 역 구조
2면 2선의 곡선 상대식 승강장이 있는 지하철역이다. 승강장에 스크린도어가 설치되어 있다. 개찰구가 승강장별로 분리되어 있어서 승강장 사이를 개표하지 않고 건너갈 수 없다. 이 역은 곡선의 각도가 꽤나 있어서 승강장과 열차 사이의 간격이 상당히 넓으므로, 승·하차시 발이 빠지지 않도록 조심해야 한다. 출구는 8개다. 1·3~6번 출구는 남포동에 있고, 7번 출구는 동광동에 있고, 8·10번 출구는 중앙동에 있다.

### 승강장
| 자갈치 ↑ |
| \| 상    |
| ↓ 중앙   |

| 상행 | ● 부산 도시철도 1호선 | 다대포해수욕장 방면   |
| 하행 | ● 부산 도시철도 1호선 | 부산역·서면·노포 방면 |

## 역 주변
근처에 용두산공원, 영도대교, 부산대교, 부산롯데타운(공사 중), 국제시장이 있다. 이 역 근처는 옛날 부산광역시청의 자리이기도 하다. 남포지하도상가를 통해 자갈치역과 지하로 연결되어 있으며, 광복지하도상가를 통해 롯데백화점 광복점, 중앙역과 지하로 연결되어 있다.
- 부산롯데타운 (2023년 예정)
- 남포동 건어물 도매시장
- 광복동 패션거리
- BIFF광장
- 용두산공원
- 영도대교
- 국제시장
- 자갈치역(남포동 지하상가를 통해 연결된다)

## 안내 방송
2013년 11월 27일 영도대교 도개교를 복원한 뒤로 전동차 내 안내 방송이 개편되었다. 역사 진입 전 영도대교의 도개 시간을 알리는 방송을 송출하고 있다.

## 승차량 변동
1호선의 역들 중 2번째로 이용객이 많다.
| 노선  | 승차 인원 | 승차 인원 | 승차 인원 | 승차 인원 | 승차 인원 | 승차 인원 | 승차 인원 | 주 석 |
| 노선  | 2002년    | 2003년    | 2004년    | 2005년    | 2006년    | 2007년    | 2008년    | 주 석 |
| ----- | --------- | --------- | --------- | --------- | --------- | --------- | --------- | ----- |
| 1호선 | 21122     | 18996     | 17166     | 15666     | 13943     | 13956     | 15147     | [ 1 ] |
| 노선  | 2009년    | 2010년    | 2011년    | 2012년    | 2013년    | 2014년    | 2015년    |       |
| 1호선 | 15640     | 18948     | 20664     | 20945     | 22389     | 23301     | 23156     | [ 1 ] |

## 사진

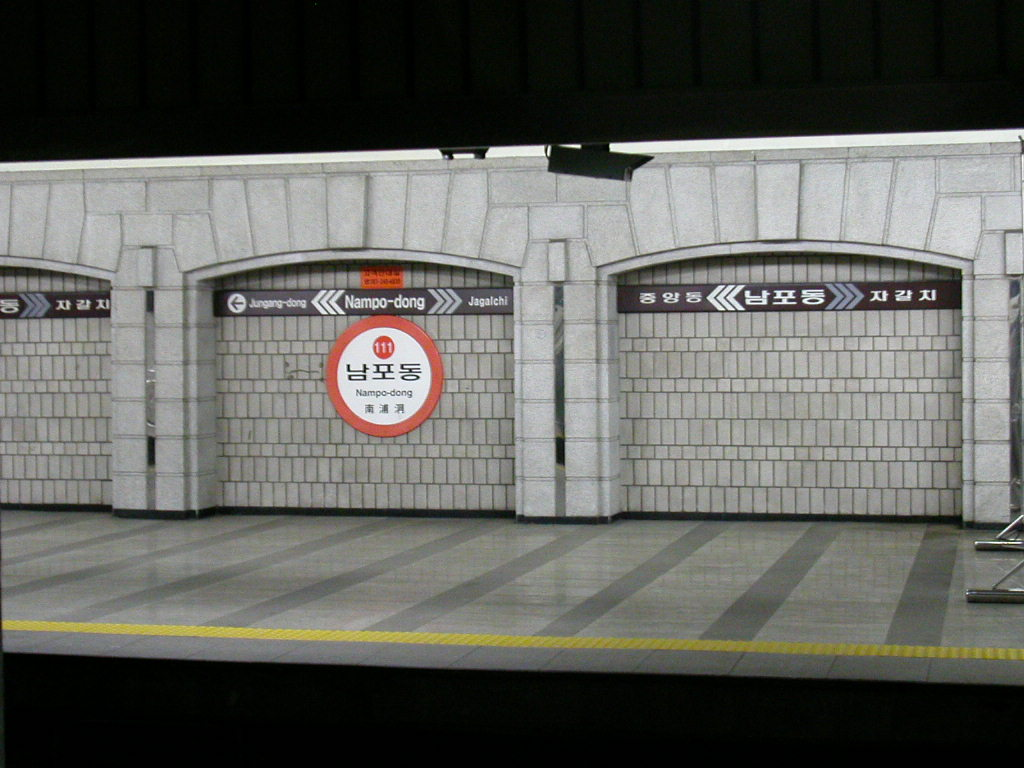
승강장(남포동역 시절, 스크린도어 설치 전)
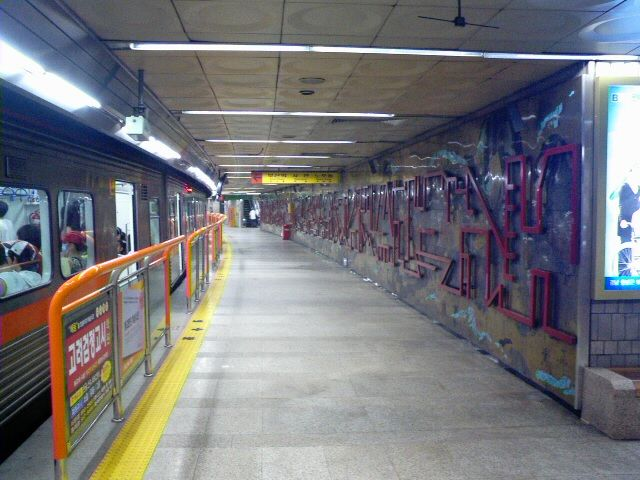
승강장(스크린도어 설치 전)

## 인접한 역
| 부산 도시철도 1호선            | 부산 도시철도 1호선   | 부산 도시철도 1호선 |
| ------------------------------ | --------------------- | ------------------- |
| 110 자갈치 다대포해수욕장 방면 | ● 부산 도시철도 1호선 | 112 중앙 노포 방면  |